# Open Database Connectivity
У рачунарству, ODBC (енгл. Open Database Connectivity) обезбеђује стандардни софтверски интерфејс за приступ бази података система за управљање података. Дизајнер ODBC-a су имали за циљ да га одвоје од програмских језика, база података и оперативних система однсосно да ODBC подржавају сви програмски језици, системи, базе итд. Према томе, свака апликација може да користи ODBC за SQL упит из базе података, без обзира на платформу. Апликација треба да зна само ODBC синтаксу, а DBMS (Database Management Systems) враћа податке која апликација може да разуме.

## Преглед
обезбеђује стандардни  метод за приступ релационих и не-релационих база. Развијен је од стране SQL Access групе 1992. године како би се олакшала комуникација између апликација и база податка преко рачунарске платформе. Пре њеног стварања, ако је апликација захтевала могуђност да комуницира са једном базом података, била је потребна подршка за одржавање интерфејса сваког. ODBC обезбеђује универзални мидлвер енгл. middleware слој између апликације и базе, што омогућава програмерима апликација да само треба да науче један интерфејс, нити да морају да ажурирају своје програме ако се промене спецификације базе, само треба да ажурирају ODBC драјвер. ODBC драјвер (управљачки програм).
Програм који може да комуницира путем ODBC-а назива се ODBC-компатибилан. Било која ODBC компатибилна апликација може да приступи било ком DBMS-у који има одговорајући управљачки програм. ODBC драјвер постоји за све базе које се највише користе али и за неке мање коришћене базе, као што су CSV датотеке.

## Историја
Историја верзија:
- 1.0: објављена септембра 1992. год.
- 2.0: објављена 1994.
- 2.5
- 3.0: објављена 1995.
- 3.5: објављена 1997.
- 3.8: објављена 2009. са Windows 7 оперативним системом

## Имплементација
драјвер постоји за многе оперативне системе, укључујући Microsoft Windows, Unix, Linux, Mac OS. Постоје хиљаде ODBC драјвера, укључујући DBMS као што је Oracle, Microsoft SQL Server, MySQL, PostgreSQL, Microsoft Access итд.